# Лагрејнџ (Индијана)
Лагрејнџ (енгл. Lagrange) град је у америчкој савезној држави Индијана.

## Демографија
По попису из 2010. године број становника је 2.625, што је 294 (-10,1%) становника мање него 2000. године.
| Група             | 2000.         | 2010.         |
| Белци             | 2.668 (91,4%) | 2.329 (88,7%) |
| Афроамериканци    | 11 (0,4%)     | 16 (0,6%)     |
| Азијати           | 14 (0,5%)     | 10 (0,4%)     |
| Хиспаноамериканци | 201 (6,9%)    | 249 (9,5%)    |
| Укупно            | 2.919         | 2.625         |